# Нетесівка
Нетесі́вка — село в Україні, у Ляшківській сільській територіальній громаді Дніпровського району Дніпропетровської області.
Площа — 0,985 км², домогосподарств — 92, населення — 243 особи.

## Географія
Село Нетесівка знаходиться за 2 км від села Залелія і за 4 км від села Ляшківка.

## Історія
До 1997 року село підпорядковувалось Ляшківській сільській раді, а 18 квітня 1997 року увійшло до складу новоствореної Залеліївської сільради.

## Населення

### Мова
Розподіл населення за рідною мовою за даними перепису 2001 року:
| Мова                | Відсоток |
| ------------------- | -------- |
| українська          | 94,4%    |
| російська           | 5,2%     |
| інші/не визначилися | 0,4%     |